# Distretto elettorale di Ruacana
Il distretto elettorale di Ruacana è un distretto elettorale della Namibia situato nella Regione di Omusati con 14.857 abitanti al censimento del 2011. Il capoluogo è la città di Ruacana.